# Stefan Tijs
Stefan Tijs (Rotterdam, 8 maart 1976) is een Nederlands kunstenaar, illustrator en platenmanager.

## Biografie
In zijn tienerjaren was Tijs actief als graffitikunstenaar. In 1988 begon hij op 12-jarige leeftijd samen met zijn oudere broer een graffititijdschrift, Freestyle Magazine, dat enkele jaren bleef bestaan. Hij ontwikkelde zich al gauw tot allround kunstenaar. Zo ontwierp hij vanaf 1993 meerdere T-shirts voor Paul Elstaks Forze Design. Ook maakte hij verschillende fanzines, onder andere over punkbands. Toen hij bemerkte dat enkele bevriende bands het niet lukte om platen uitgebracht te krijgen, startte hij in 2000 het platenlabel Stardumb Records, dat onder meer The Apers, Travoltas en The Madd, maar ook Amerikaanse bands als The Queers en Groovie Ghoulies, uitgaf. Voor dit label maakte hij ook de meeste albumontwerpen.
In 2005 ontwikkelde Tijs Borre, een wolfachtig figuur. Op zoek naar een schrijver voor de serie, polste hij Jeroen Aalbers, die hij kende uit de Rotterdamse muziekscene en op dat moment zijn huisgenoot was, maar geen ervaring had als kinderboekenschrijver. Nadat de proefopdracht van Aalbers was goedgekeurd, werd hij de vaste schrijver voor de verhalen over Borre. Sinds 2005 heeft Tijs ruim 100 leesboeken van Borre geïllustreerd. Naast deze boeken zijn er diverse merchandiseartikelen gemaakt van zijn creatie, waaronder kleurboeken, knuffels en pantoffels.
De boeken over Borre maken deel uit van de Gestreepte Boekjes, die in abonnementsvorm aangeboden worden aan basisschoolleerlingen. Maandelijks is er, per basisschooljaar, in dit abonnement één boek van Borre en één ander leesboek. Het eerste deel van de serie wordt jaarlijks in een oplage van 500 duizend exemplaren gratis verspreid over alle scholen. De overige boekjes worden verspreid in een oplage van zo'n 14 duizend stuks per editie. Op dit moment is de serie compleet voor alle groepen van de basisschool.